# Mazarrón
Mazarrón – miasto w Hiszpanii, we wspólnocie autonomicznej Murcja. W 2008 liczyło 36 223 mieszkańców.